# Фиал (сосуд)
Фиа́л, или фиа́ла (греч. φιάλη) — сосуд из стекла, употреблявшийся в Древней Греции для культовых и бытовых нужд. Имел форму широкой плоской чаши с тонкими стенками, слегка загнутыми внутрь краями и полусферическим выступом на дне.
В конце XVI века фиалы, наполненные водой, использовал в своих экспериментах по исследованию природы радуги Марк Антоний де Доминис. Упоминание об этом имеется в книге  И. Ньютона «Оптика».
В обычном обиходе фиал используется редко. В литературе фиал известен благодаря:
- древнегреческому философу Сократу, который принял яд из фиала
- трагедии «Фауст» Гёте, главный герой которой воскликнул: «Привет тебе, единственный фиал, Который я беру с благоговеньем!» (пер. Н. Холодковский)
- чаша, кубок (поэт.). «Вооружись фиалом, шампанского напень» Жуковский. «Певец лихой и сладкогласный меча, фиала и любви» Языков
- строке в сонете 23 У. Шекспира в переводе С. Степанова: «Я — словно переполненный фиал»[3]
- стихотворению А. Пушкина «Фиал Анакреона»
- упоминанию в «Евгении Онегине»: «Любви приманчивый фиал»'
- фразе в повести И. С. Тургенева «Вешние воды» (глава XXXVIII): «Надо испить фиал до дна, надо одеться, идти обедать — а оттуда в театр…»
- упоминаниям фиала в рассказе Роберта Стивенсона «Странная история доктора Джекила и мистера Хайда»
- роману «Властелин колец», где один из артефактов — фиал Галадриэль.

«Фиалы» (англ. vial) распространены в компьютерных играх (аркады, квесты, ролевые игры): за ними скрываются либо артефакты, дающие уникальные способности, либо обычное восстановление сил игрока.